# 一溴化铟
一溴化铟是一种无机化合物，由铟和溴组成。它是一种红色晶体，有着扭曲的氯化钠型晶体结构。一溴化铟可以由加热金属铟和InBr3而成。它被用作微波硫灯的制作。在有机化学里，它可以把α,α-二氯酮反应成1-芳基-丁烷-1,4-二酮。=与一溴化铟与卤代烷反应产生烷基铟卤化物和与NiBr络合物产生Ni-In键的氧化加成反应是已知的。它和十羰基二锰发生插入反应，生成BrIn[Mn(CO)5]2。它在水里不稳定，会歧化成金属铟和溴化铟。当二溴化铟溶于水时，会先变成InBr，形成红色溶液，然后很快分解。